# Budafok

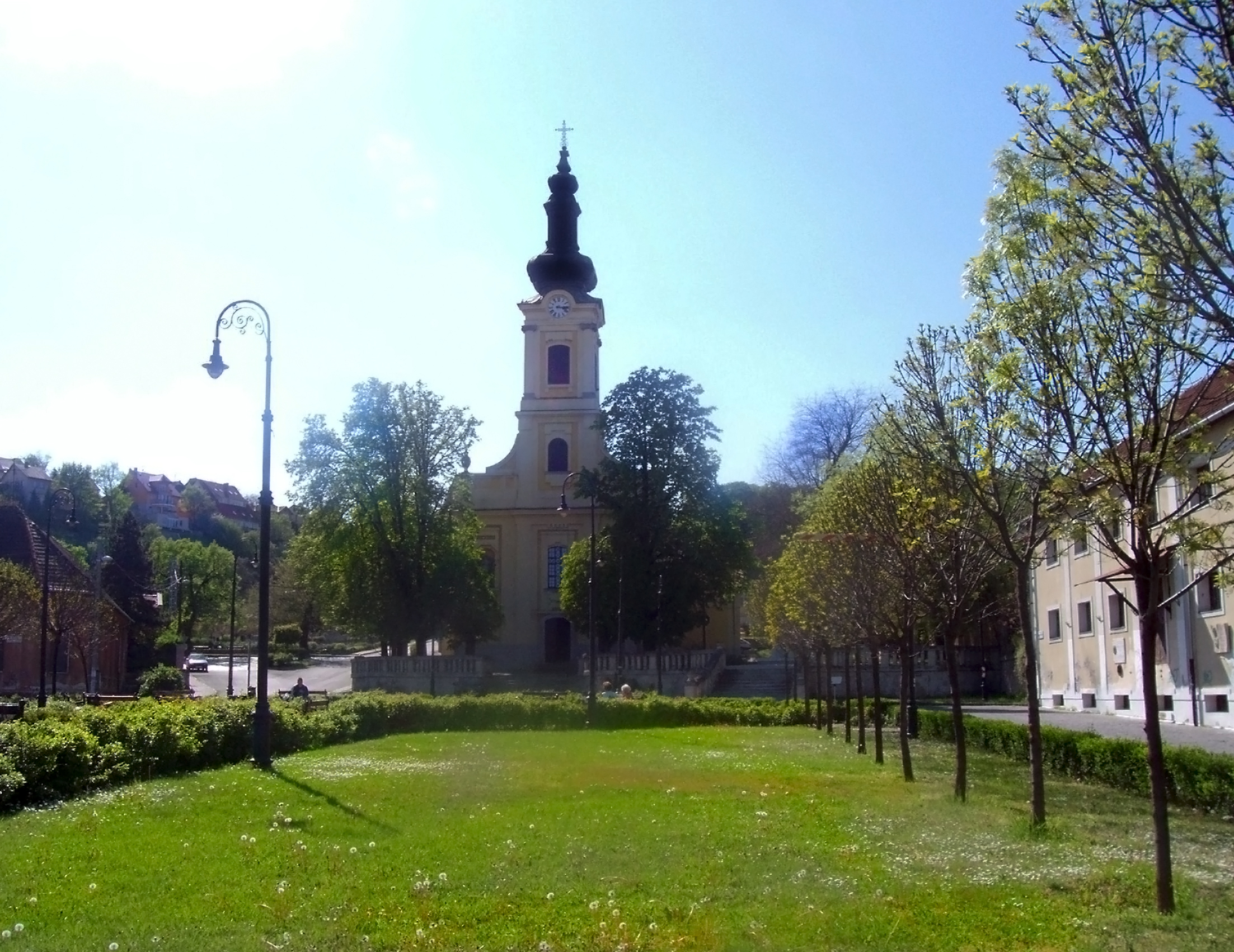
Església de Budafok

Budafok fou un poble hongarès conegut primer com Promontor, del llatí Promontorium indicant terreny elevat, però després, a partir del 1886, va canviar el seu nom per Budafok. El 1950 va deixar de ser un municipi independent i va ser annexat a Budapest juntament amb Nagytétény i Budatétény formant el districte XXII de Budapest (oficialment anomenat Budafok-Tétény) dins del cantó de Buda.